# Goera paramahansa
Goera paramahansa är en nattsländeart som beskrevs av Schmid 1991. Goera paramahansa ingår i släktet Goera och familjen grusrörsnattsländor. Inga underarter finns listade i Catalogue of Life.